# Uspantec
Uspantec (Uspenteco), indijanski narod porodice Mayan, uže grupe Quichean govornika, i nastanjen u departmanu Quiché u Gvatemali. Pod vlast Quiché Indijanaca dolaze u 15. stoljeću, i pod Španjolce 1530.-tih. 
U 19. stoljeću gvatemalska vlada provodi aproprijaciju indijanske zemlje, uključujući i zemlje Uspanteka, što dovodi do velikog osiromašivanja Indijanaca i njihovih pobuna. Kako je poljoprivreda, uzgoj kukuruza i graha primarni posao kojem se Uspanteci bave, bili su prisiljeni da ih gotovo jedna četvrtina migrira u SAD. U Gvatemali u novije vrijeme oko 2,000 (1990) Uspanteka govori svojim jezikom.

## Vanjske poveznice
- Uspantec
- Grupo Quicheano - Lengua Uspanteco